# Modrolotka czarnoczelna
Modrolotka czarnoczelna (Cyanoramphus zealandicus) – gatunek średniej wielkości ptaka z rodziny papug wschodnich (Psittaculidae). Występował endemicznie na Tahiti. Odnotowany po raz ostatni w 1844, uznany za wymarłego.

## Taksonomia
Po raz pierwszy gatunek opisał John Latham w 1790. Nadał mu nazwę Psittacus zealandicus. Obecnie (2020) Międzynarodowy Komitet Ornitologiczny umieszcza modrolotkę czarnoczelną w rodzaju Cyanoramphus. Gatunek musiał zostać odkryty w 1769 podczas pierwszej podróży Jamesa Cooka – istnieje rysunek autorstwa towarzyszącego Cookowi w trakcie podróży Sydneya Parkinsona, na którym widnieje modrolotka czarnoczelna; podpis brzmi no. 5, Green Paroquit Otahite, Aá. Ze względu na znaczne różnice w upierzeniu między ptakami dorosłymi a młodymi gatunek opisano pod licznymi synonimami (Rothschild wymienia ich 13, z czego jeden to nazwa zwyczajowa).

## Morfologia

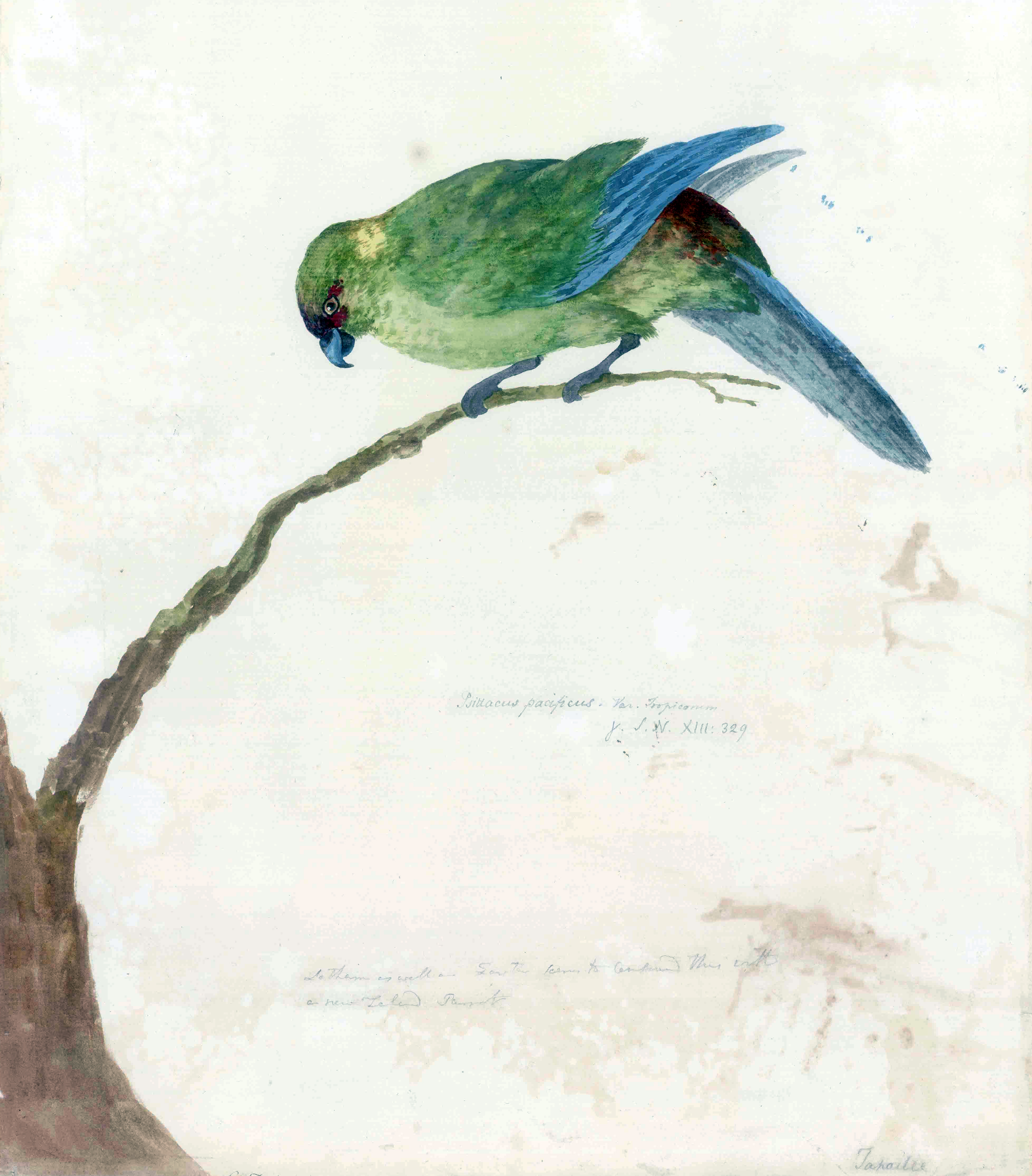
Ilustracja z 1774 autorstwa Georga Forstera

Długość ciała wynosiła około 25 cm. Czoło czarne (ciemnofioletowe), od kantarka niemal po tył szyi przebiega szkarłatny pas. Kuper także czerwony. Grzbiet i pierś matowozielone, głowa, szyja, brzuch i pokrywy podogonowe jaskrawozielone. Lotki na zewnętrznych chorągiewkach są niebieskie, na wewnętrznych – brązowe. Sterówki niebieskie z zielonymi krawędziami. Młode osobniki mają niebieskoczarne czoło, brązowawą głowę, pstre, brązowo-zielone upierzenie grzbietu, bardziej kasztanowy kuper i pasek biegnący przez oko oraz szarobrązowy spód ciała.

## Zasięg
Gatunek znany wyłącznie z 5 okazów odłowionych na Tahiti. W 1844 były to już ptaki rzadkie i miały występować jedynie w przesmyku na wyspie i w obszarach górskich. Marolles, który w 1844 odwiedził wyspę, odnotował, że według tubylców papugi te żyły wówczas tylko na niedostępnych zboczach i w głębokich dolinach. Nic więcej nie wiadomo o ekologii modrolotek czarnoczelnych.

## Status
IUCN uznaje modrolotkę czarnoczelną za gatunek wymarły. Do wymarcia mogło przyczynić się niszczenie środowiska, nadmierny odłów (tubylcy bardzo cenili sobie pióra) i wprowadzenie na wyspę drapieżników. Znane jest 5 okazów muzealnych: trzy odłowiono w 1773 podczas podróży Cooka (dwa znajdują się w Liverpoolu, jeden w Tring), czwarty pozyskał Amadis w 1842 (znajduje się w Perpignan), zaś piąty pozyskany przez de Marollesa w 1844 przechowywany jest w Paryżu.